# TT Premier Football League
Die TT Premier Football League (bis 2023 TT Pro League) ist die höchste Spielklasse des nationalen Fußballverbands von Trinidad und Tobago.

## Geschichte

### Amateure

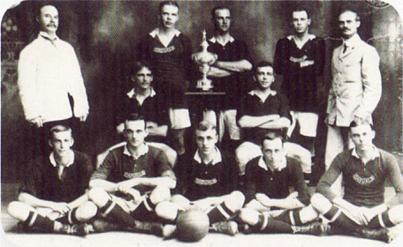
Die Casuals, zehnmaliger trinidadischer Meister zwischen 1909 und 1941

Von 1908 bis 1973 wurde die Port of Spain Football League als erste nationale Fußballliga ausgespielt, wo der nicht mehr existierende Maple FC 13-Mal die Meisterschaft gewann. Dann war von 1974 bis 1995 die Amateurliga National League die höchste Spielklasse im trinidadischen Fußball. Hier konnte Defence Force FC 15-Mal den Titel gewinnen. Nach dem Scheitern in der Qualifikation für die Weltmeisterschaften 1990 und 1994 hatte die Fußballbegeisterung in Trinidad einen historischen Tiefpunkt erreicht. Der Vorschlag für eine professionelle Fußballliga kam von Austin „Jack“ Warner, einem langjährigen trinidadischen Fußballfunktionär, Mitglied des FIFA-Exekutivkomitees und CONCACAF-Präsidenten. Zunächst wurde 1996 die Semi-Professional League eingeführt, die drei Jahre lang die beteiligten Vereine an den Profifußball heranführte.
- 1908–1973: Port of Spain Football League
- 1974–1995: Amateurliga National League
- 1996–1998: Semi-Professional League

### Professionell
1999 wurde dann die Professional Football League mit acht Vereinen gegründet, die erste Profiliga der Karibik. Im Februar 2002 stellte die Professional Football League aus finanziellen Gründen den Betrieb ein, um nur zwei Monate später mit einem neuen Finanzierungsmodell und wiederum acht Vereinen als TT Pro League erneut zum Leben erweckt zu werden.
Nach der Saison 2019/20 wurde der Spielbetrieb wegen der grassierenden COVID-19-Pandemie eingestellt. Im Februar 2023 wurde der Betrieb unter dem neuen Namen „TT Premier Football League“ wiederaufgenommen.

## Meistertitel
| Saison | Meister          |
| ------ | ---------------- |
| 1999   | Defence Force FC |
| 2000   | W Connection     |
| 2001   | W Connection     |

| Saison    | Meister             |
| --------- | ------------------- |
| 2002      | San Juan Jabloteh   |
| 2003/04   | San Juan Jabloteh   |
| 2004      | North East Stars FC |
| 2005      | W Connection        |
| 2006      | Joe Public FC       |
| 2007      | San Juan Jabloteh   |
| 2008      | San Juan Jabloteh   |
| 2009      | Joe Public FC       |
| 2010/11   | Defence Force FC    |
| 2011/12   | W Connection        |
| 2012/13   | Defence Force FC    |
| 2013–14   | W Connection        |
| 2014–15   | Central FC          |
| 2015–16   | Central FC          |
| 2016/17   | Central FC          |
| 2017      | North East Stars FC |
| 2018      | W Connection        |
| 2019/20   | Defence Force FC    |
| 2020–2022 | nicht ausgetragen   |
| 2023      | Defence Force FC    |
| 2023/24   | AC Port of Spain    |